# معماری ایرانی

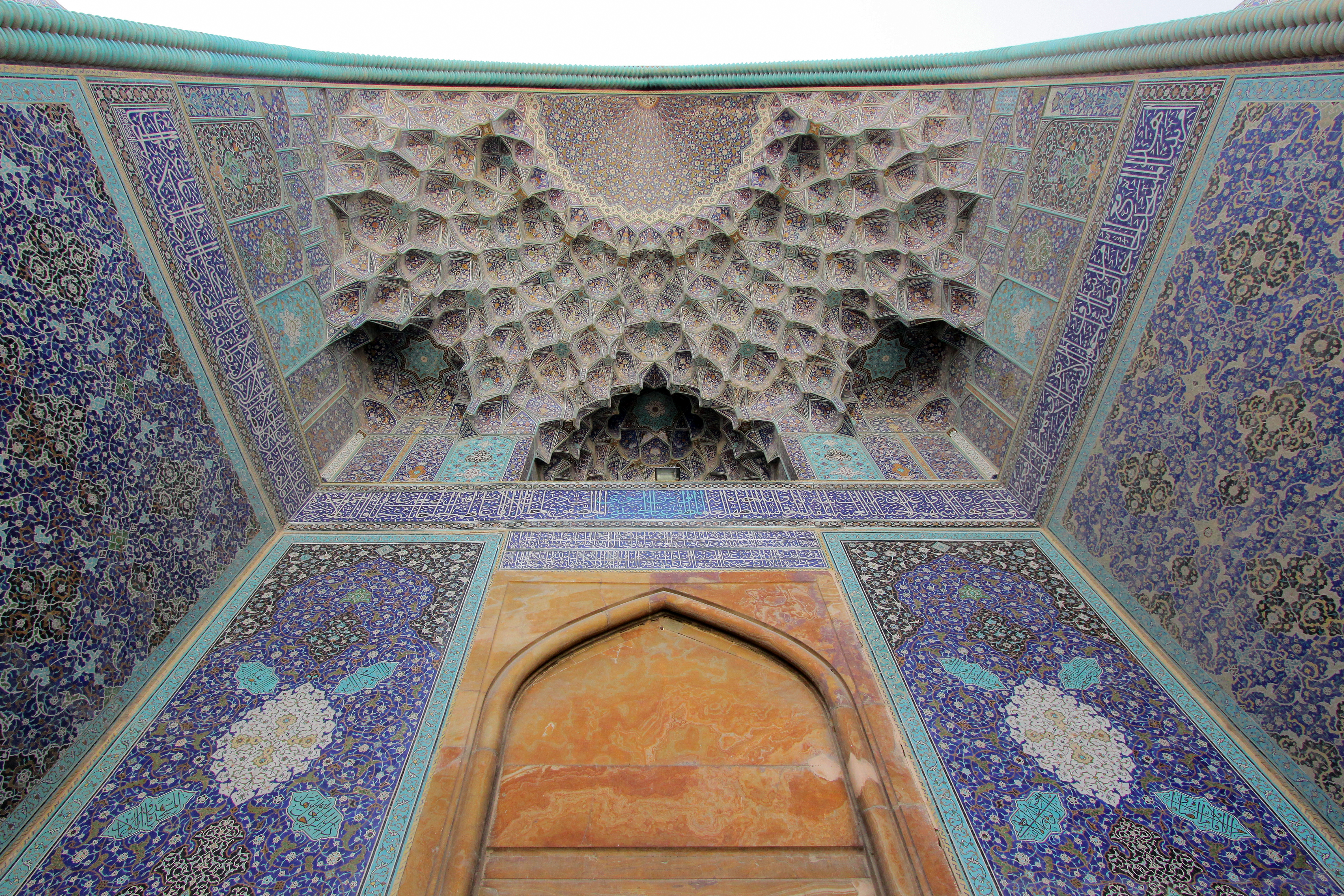
ایوان مسجد شاه(امام) اصفهان عصر صفویه-نمونه اصیل معماری ایرانی

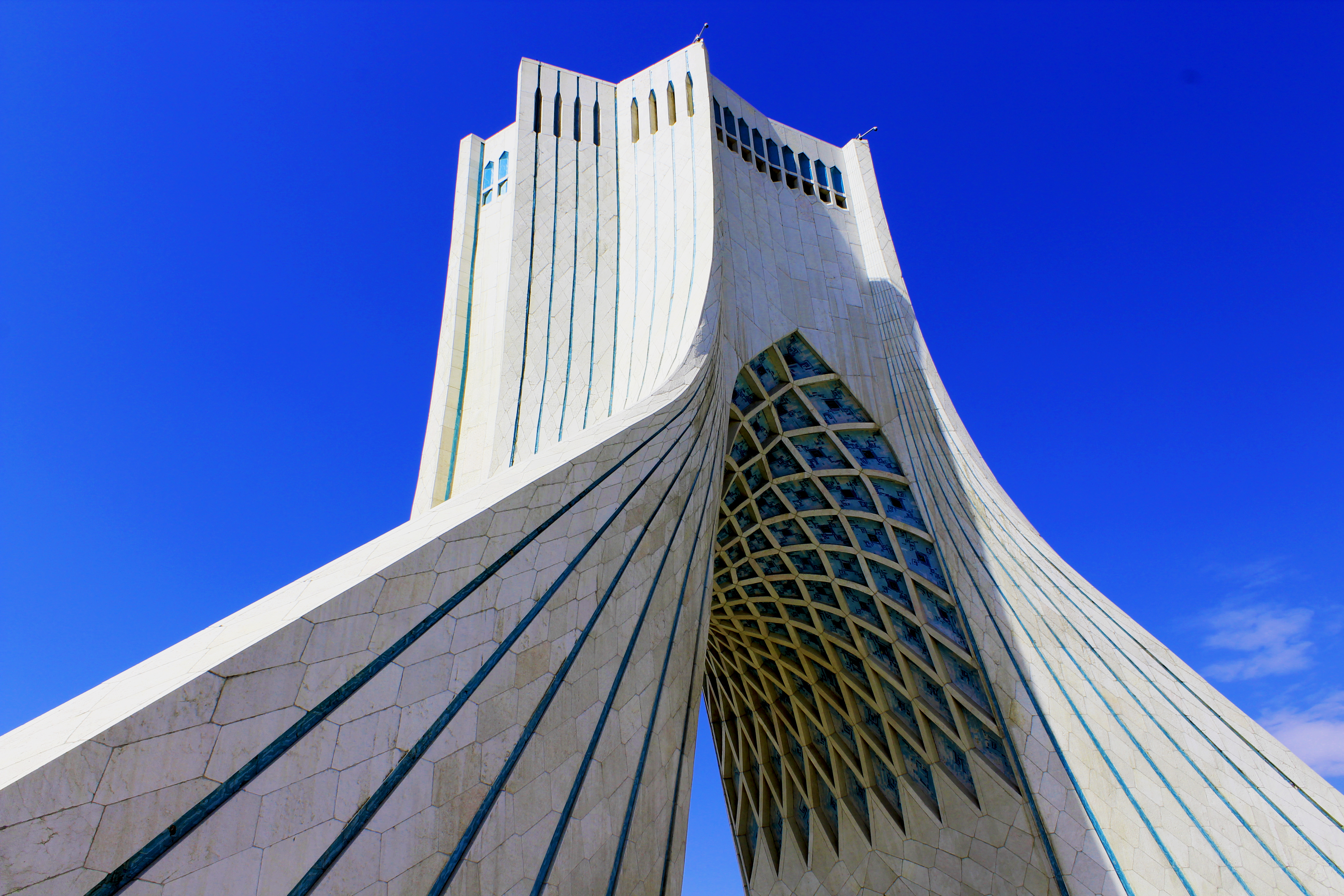
برج آزادی از معمار حسین امانت؛ معماری آن، تلفیقی از معماری هخامنشی، ساسانی و اسلامی است.

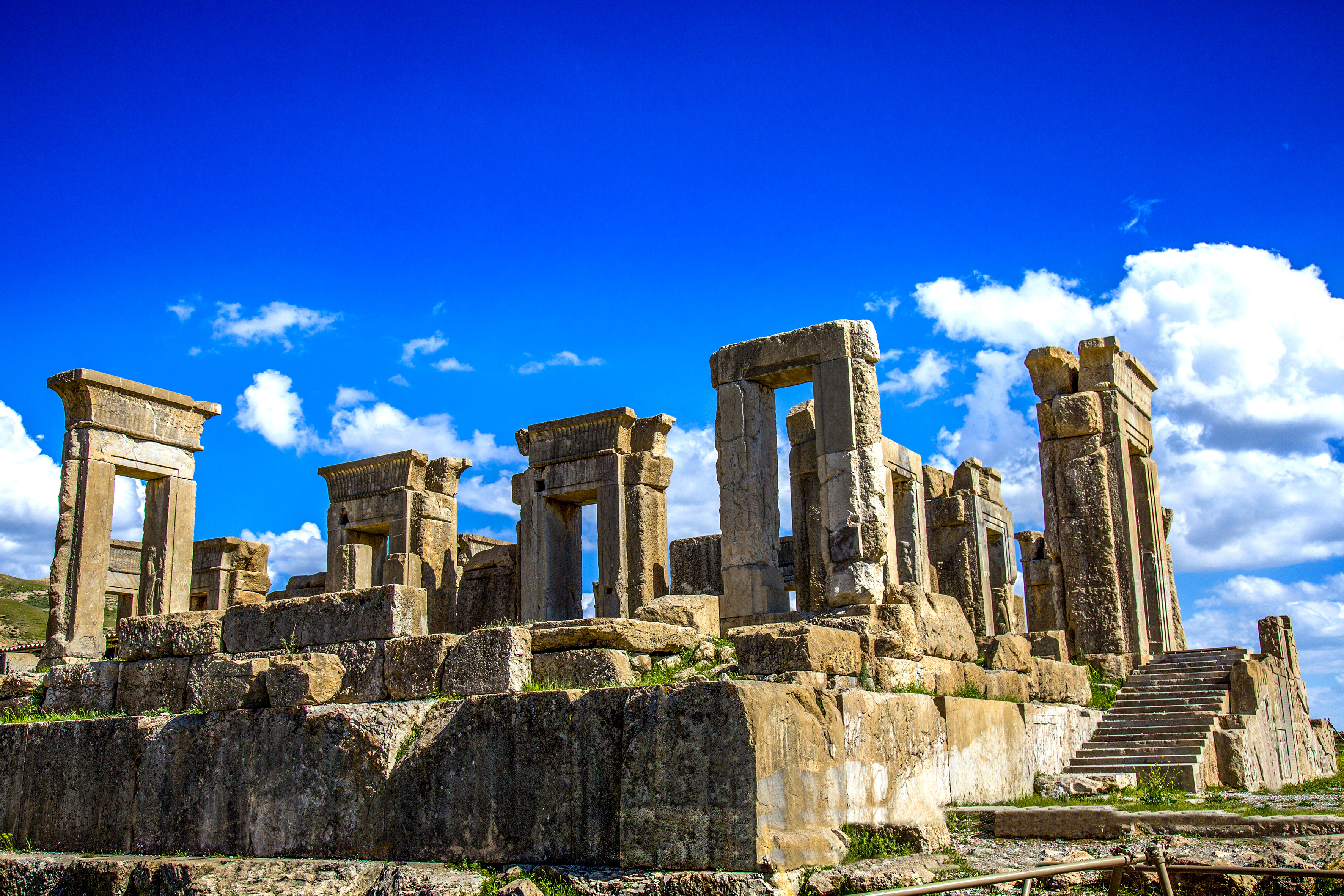
نگاره‌ای از تخت جمشید که از آثار ثبت شدهٔ ایران در میراث جهانی یونسکو نیز است.

معماری ایرانی دارای دانش بومی و پیشینه‌ای طولانی است و در طول تاریخ، همواره به عنوان یکی از عالی‌ترین بخش هنر ایران شناخته شده‌است. این معماری در دوره‌های هخامنشیان، پارت‌ها و ساسانیان برتر بوده‌است و در دوران اسلامی نیز برتری خود را حفظ کرد. این معماری در ایران کنونی و بخش‌هایی دیگر از باختر آسیا، قفقاز و آسیای میانه گسترش دارد.
فرهنگ باستانی ایران، از سبک معماری عمیقی برخوردار است. ایلامی‌ها، هخامنشیان، هلنیستی‌ها و دیگر سلسله‌های پیش از اسلام، آثار سنگی برجسته‌ای را از عظمت معماری خود، به جای گذاشتند. چغازنبیل و پارسه از این آثار هستند و هر دو در سال ۱۹۷۹ میلادی، به عنوان میراث جهانی یونسکو شناخته شدند. مجموعه آثار رهبانی ارامنه ایران در سال ۲۰۰۸ م، به عنوان میراث جهانی یونسکو ثبت شد؛ معماری این مجموعه، نمایانگر ترکیبی از فرهنگ‌های بیزانس، پارسی و ارمنی است. از آغاز دوران اسلامی، دستاوردهای معماری سلسله‌های سلجوقی، ایلخانی و صفوی، منحصراً قابل توجه است. در این دوران، شهرهایی در ایران، نظیر نیشابور، اصفهان و شیراز در میان شهرهای بزرگ جهان اسلام قرار گرفتند و شمار بالای مساجد، مدرسه‌های اسلامی، زیارتگاه‌ها و کاخ‌های آن‌ها، یک سبک معماری ایرانی را شکل داد که در مجموعهٔ بزرگتر اسلامی قرار داشت.
در دوران شاهنشاهی پهلوی، دو گونه معماری در ایران، توسعه داده شد؛ نخستین نوع، تقلیدی از سبک معماری غربی بود که ارتباط کمی با اقلیم این کشور داشت و دومین نوع، تلاشی در جهت احیای معماری بومی ایرانی بود. به تدریج، مسئولان ایرانی از تقلید کورکورانه از غرب، دلسرد شدند و به پشتیبانی از سبک‌های بومی ایرانی که برای رفع نیازهای نوین، اصلاح شده بودند، پرداختند. از برجسته‌ترین نمونه‌های معماری این دوران، برج آزادی است. همچنین دو دورهٔ برجستهٔ نفوذ معماری غربی در ایران وجود دارد که نخستین آن در دوران قاجار بود. در دورهٔ دوم نیز که کلاً در دوران پهلوی رخ داد، کل معماری ایران دگرگون شد و ساختمان‌هایی با عنوان و کارکرد غربی در این کشور، متداول شدند. در گفتگوی سال ۱۳۹۷ خبرگزاری مهر و امیر منصوری، پژوهشگر معماری، این خبرگزاری به اهمیت ندادن مسئولان جمهوری اسلامی به برقراری پیوندی میان معماری و هویت تاریخی ایران اشاره داشت و اعلام کرد که یک سردرگمی در زمینهٔ معماری ایجاد شده‌است.

## پیوستگی سنت و نوآوری در معماری ایرانی
معماری ایرانی یکی از کهن‌ترین و غنی‌ترین شاخه‌های معماری در جهان به‌شمار می‌رود که در طی سده‌ها، ویژگی‌هایی منحصربه‌فرد در ساختار، فرم، تزئینات و سازگاری با اقلیم از خود نشان داده‌است. از کاخ‌های باشکوه دوران هخامنشی گرفته تا مساجد تیموری، خانه‌های سنتی دوره قاجار و بازارهای تاریخی، این معماری با زبان خاص خود به بیان ارزش‌ها، باورها و زیبایی‌شناسی ایرانی پرداخته‌است.
در دوران معاصر، تلاش‌هایی برای بازخوانی و بازآفرینی اصول معماری ایرانی در بسترهای نوین صورت گرفته‌است. یکی از رویکردهای شاخص در این زمینه، بهره‌گیری از عناصر سنتی و بازتعریف آن‌ها در چارچوب ساختارهای مدرن است. این رویکرد که در برخی از پروژه‌های اجرایی و پژوهشی دیده می‌شود، سعی دارد بدون تقلید صرف از گذشته، به جوهرهٔ معماری ایرانی وفادار بماند و هم‌زمان با بهره‌گیری از فناوری‌های نوین، نیازهای روز کاربران را پاسخ دهد.
از جمله ویژگی‌های این جریان می‌توان به استفاده از مصالح بوم‌آورد، توجه به اقلیم، بهره‌گیری از هندسه و گره‌چینی سنتی، رعایت مقیاس انسانی و طراحی فضاهایی با هویت فرهنگی اشاره کرد. هم‌زمان، ساختار این بناها اغلب با فناوری‌های نوین مانند اسکلت فلزی یا بتن مسلح اجرا می‌شود، به‌گونه‌ای که ضمن حفظ فرم و روح معماری سنتی، ایمنی و دوام سازه نیز تضمین شود.
این تلفیق سنت و نوآوری در پروژه‌هایی مانند مجموعه‌های فرهنگی، پارک‌های موضوعی، یا ساختمان‌های آموزشی نیز دیده می‌شود. در این نمونه‌ها، معماری ایرانی نه فقط به‌عنوان یک میراث، بلکه به‌عنوان یک منبع زنده و الهام‌بخش مورد بهره‌برداری قرار می‌گیرد. بازآفرینی عناصر معماری مانند آب‌انبارهای چهاربادگیر، بازارچه‌های سنتی، خانه‌های تاریخی و مساجد اولیه در قالب‌های معاصر، نمونه‌ای از این رویکرد است.
هم‌زمان با فعالیت‌های اجرایی، برخی گروه‌های معماری نیز در زمینه مستندسازی و آموزش معماری ایرانی فعال‌اند. این فعالیت‌ها معمولاً با هدف معرفی اصول تاریخی، اقلیمی، سازه‌ای و زیبایی‌شناختی این معماری و نیز تحلیل پروژه‌های معاصر انجام می‌شود.
یکی از منابع پژوهشی در این زمینه، صفحهٔ «[معماری ایرانی]» در وب‌سایت هنر و معماری سکرو است. در این صفحه، موضوعاتی مانند هندسهٔ معماری سنتی، گره‌چینی، اصول اقلیمی، مصالح بومی، و همچنین نمونه‌های معاصر معماری الهام‌گرفته از سنت ایرانی معرفی شده‌اند. این مرجع می‌کوشد با نگاهی تحلیلی، امکان شناخت بهتر ابعاد مختلف معماری ایرانی را برای معماران، پژوهشگران و علاقه‌مندان فراهم سازد.
پیوستگی و پویایی معماری ایرانی در گرو درک اصول بنیادین آن و توانایی بازتولید این مفاهیم در زمینه‌های معاصر است. تجربه‌های اخیر نشان داده‌اند که در صورت همراهی شناخت دقیق از سنت با خلاقیت در کاربرد، معماری ایرانی می‌تواند در سطح جهانی نیز الهام‌بخش باشد.

## ویژگی‌های معماری ایرانی
پژوهشگرانی نظیر نادر اردلان، هانری استیرلن، داراب دیبا، محمدرضا حائری، و دیگران جایگاه مثبت فضا یا به عبارتی «فضا محوری» معماری ایرانی را در برابر «حجم‌انگاری» برخی دیگر از گونه‌ها، به عنوان مهم‌ترین خصیصه آن برشمرده‌اند.
در معماری ایرانی، با وجود خصایلی چون تناسب و زیبایی سردرها و گنبدها و ایوان‌ها خصلتی که بیشتر شایستهٔ بررسی است گوهر معماری ایرانی و منطق ریاضی و عرفانی آن است. درونگرایی و گرایش معماران ایرانی به سوی حیاط‌ها، پادیاوها، گودال باغچه‌ها، هشتی‌ها و کلاه فرنگی‌ها که شبستان‌ها را گرداگرد خود گرفته‌است، از دیرباز جزء منطق ایرانی بوده‌است.
پیش از این که تخت جمشید ساخته شود، صدها ایوان و شبستان با ستون‌های چوبی و سنگی در سراسر جهان متمدن آن روز ساخته شده بود، ولی نخستین بار در تخت جمشید می‌بینیم که ستون‌ها تا آخرین حد ممکن از هم فاصله گرفته‌اند با این که در بعضی از معابد کهن خارج از ایران (مثلاً مصر) فاصلهٔ دو ستون چیزی نظیر قطر آن‌ها بلکه اندکی کمتر است.
معمار ایرانی توانست وسیع‌ترین دهانه‌ها را با کست افزود پیمون‌ها به وجود بیاورد و آرایش‌های گوناگون و سرگرم‌کننده خلق کند؛ به گونه‌ای که ساختمان دو اشکوب به اندازه‌ای از هم دور شده که گویی اشکوب زیری بعدها بر آن افزوده شده‌است.
از امتیازات معماری ایرانی این است که هرگز از مکان هندسی همگن برای پوشش استفاده نشده و از اصطلاحات و نام چفدها (قوس) و طاق‌ها و گنبدها در زبان فارسی پیداست که بیشتر به شکل بیضی و تخم مرغ و بات (بیز) توجه داشته‌اند.در معماری ایرانی توجه بسیاری به نور و روشنایی شده و تاحد زیادی از تاریکی دوری جسته‌است و همچنین به استفاده از مصالح بومی در ساختمان سازی توجه شده‌است. معمار ایرانی بر استحکام و مقاومت و رعایت اصول سازه تأکید بسیاری داشته و به نظر می رسد که ساختمان‌ها و ابنیه تاریخی برای کارکرد واستفاده بسیار طولانی بنا شده‌است.

### ضرورت پیمون در معماری ایرانی
پیمون نه تنها در نقشه و اندازهٔ پایه‌ها و ستون‌ها در عرض و طول اتاق‌ها و راهروها اثر دارد، بلکه حالت در و پنجره و نسبت بین آن‌ها را نیز معین می‌کند و پس از همه در پوشش درگاه‌ها، ایوان‌ها، طاق‌ها و گنبدخانه‌ها تأثیر دارد. این تأثیر آن جا آشکار می‌گردد که معمار ایرانی می‌تواند با تضمین کافی با کاربرد پیمون کست افزود، طرح و محاسبه و اجرای آن را در آن واحد انجام دهد؛ بدون این که نا استواری به وجود بیاید.

## سبک‌شناسی معماری ایران

### پیش از اسلام
- شیوه پارسی تا سده چهارم پیش از میلاد، شامل:
  - شیوه پیش پارسی تا سده هشتم پیش از میلاد، مثال چغازنبیل
  - شیوه مادی سده هشتم تا ششم پیش از میلاد
  - هخامنشیان سده ششم تا سده چهارم پیش از میلاد، که ظهور آن در شهرهای دیدنی که برای مدیریت و سکونت استفاده شد (همانند تخت جمشید، شوش، اکباتان)، (معبدهایی که برای عبادت و همایش‌های اجتماعی ساخته شده‌اند (همانند معابد زرتشتی)، و آرامگاه‌هایی که برای احترام به پادشاهان استفاده شده‌است (همانند آرامگاه کوروش بزرگ).
- شیوه پارتی سده چهارم پیش از میلاد تا صدر اسلام، که شامل طرح‌های زیر می‌شود:
  - دوره سلوکیان شامل معبد آناهیتا، ستون‌های خورهه
  - اشکانیان ارگ کهن نسا
  - ساسانیان مثال: قلعه دختر، طاق کسری، بیشاپور، کاخ سروستان

### پس از اسلام
- شیوه خراسانی (صفاریان، طاهریان، غزنویان و…) از ابتدای قرن چهارم هجری شمسی تا پایان قرن چهارم؛ مثال:مسجد جامع نائین، مسجد جامع اصفهان
- شیوه رازی قرن پنجم تا اول قرن هفتم (قرن یازده میلادی تا حمله مغول) که شامل روش‌ها و ابزارهای دوره‌های زیر می‌شود:
  - سامانیان: مثال: آرامگاه اسماعیل سامانی
  - غزنویان مثال: برج گنبد قابوس
  - سلجوقیان برج‌های خرقان
  - خوارزمشاهیان
- شیوه آذری (ایلخانیان و تیموریان) از اول قرن هفتم تا اول قرن دهم، مثال‌ها: سلطانیه، ارگ تبریز، مسجد جامع ورامین، مسجد گوهرشاد، مسجد بی‌بی خانم در سمرقند، مقبره عبدالصمد اصفهانی، گور امیر، مسجد جامع یزد، منارجنبان
- شیوه اصفهانی (صفویان، افشاریه، زندیه و قاجاریه) از اول قرن دهم تا اواسط دوره قاجاریه؛ چون چهل ستون، عالی قاپو، مسجد آقابزرگ، کاشان، مسجد شاه، مسجد شیخ لطف‌الله،
- معماری معاصر (پهلوی، بعد از انقلاب ۱۳۵۷) از اواسط دوره قاجاریه تا کنون

دوره صفویان، کاشی‌های سرامیکی با نقش‌ونگارهای دقیق و زیبا برای تزیین ساختمان‌های معروفی مانند مسجد شاه (اصفهان) و مسجد شیخ لطف‌الله در اصفهان استفاده می‌شدند. این بناها در دوران حکومت شاه عباس اول ساخته شدند.
از شش شیوهٔ معماری ایران، دو شیوهٔ پارسی و پارتی مربوط به پیش از اسلام و چهار شیوهٔ دیگر مربوط به دورهٔ اسلامی است. غربی‌ها برای شیوه‌های اسلامی نام‌هایی را به‌کار می‌برند، مانند شیوه‌های اموی و عباسی. البته گدار معتقد است هیچ نوع معماری اساساً ساسانی وجود ندارد. وقتی که از این یا از آن بنای ساسانی سخن می‌گوییم فقط برای سهولت کار است که می‌خواهیم مختصراً بگوییم و نشان دهیم که فلان بنا در زمان فلان پادشاه ساسانی ساخته شده است. اینکه می‌گوییم معماری هخامنشی و پارتی و ساسانی و سلجوقی و مغول و مظفری و تیموری و صفوی و غیره از نظر ساختمانی اصطلاح درستی نیست بلکه یک تقسیم‌بندی دلخواهی است که برای ثبت در ذهن از یک تاریخ معماری یعنی معماری ایرانی به عمل آمده است. هر فصل از این تاریخ ادامۀ فصل پیشین است و فصول بعدی را به وجود می‌آورد و بحث می‌کند از یک سلسله وقایع کم و بیش شورانگیز که مُشعِر بر خصلت ویژه‌ای است یا برعکس هیچ نوع ویژگی را نمی‌رساند.

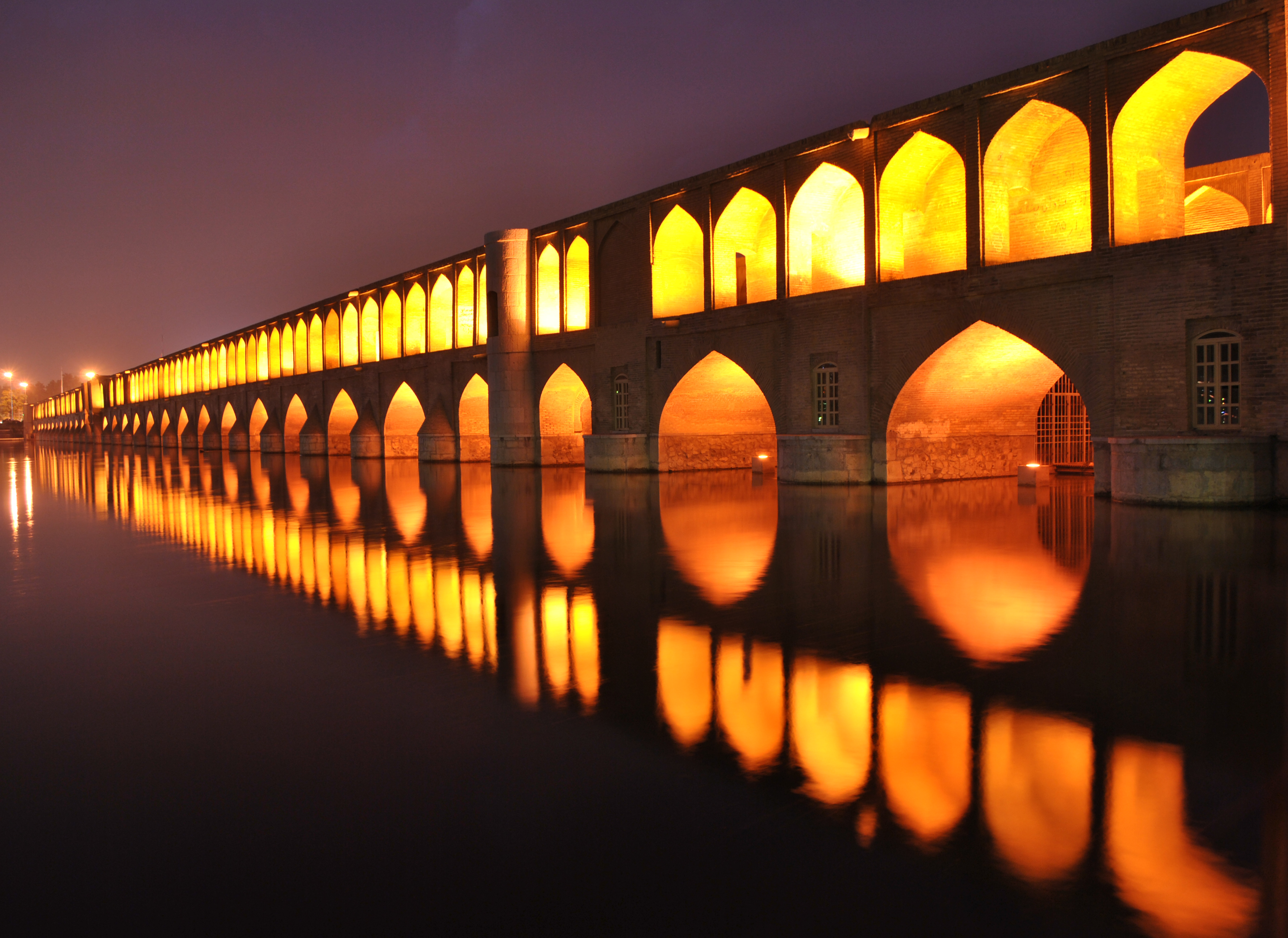
سی‌وسه‌پل
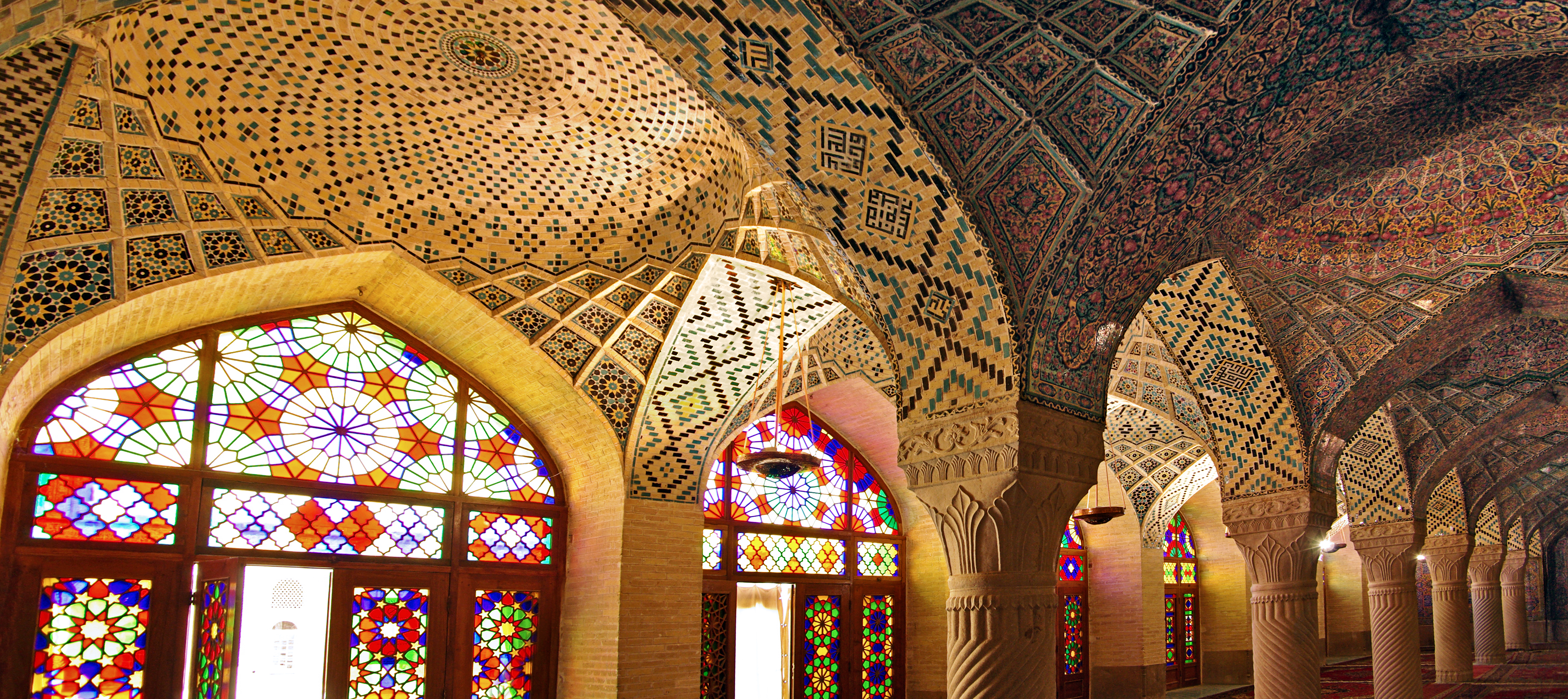
مسجد نصیرالملک
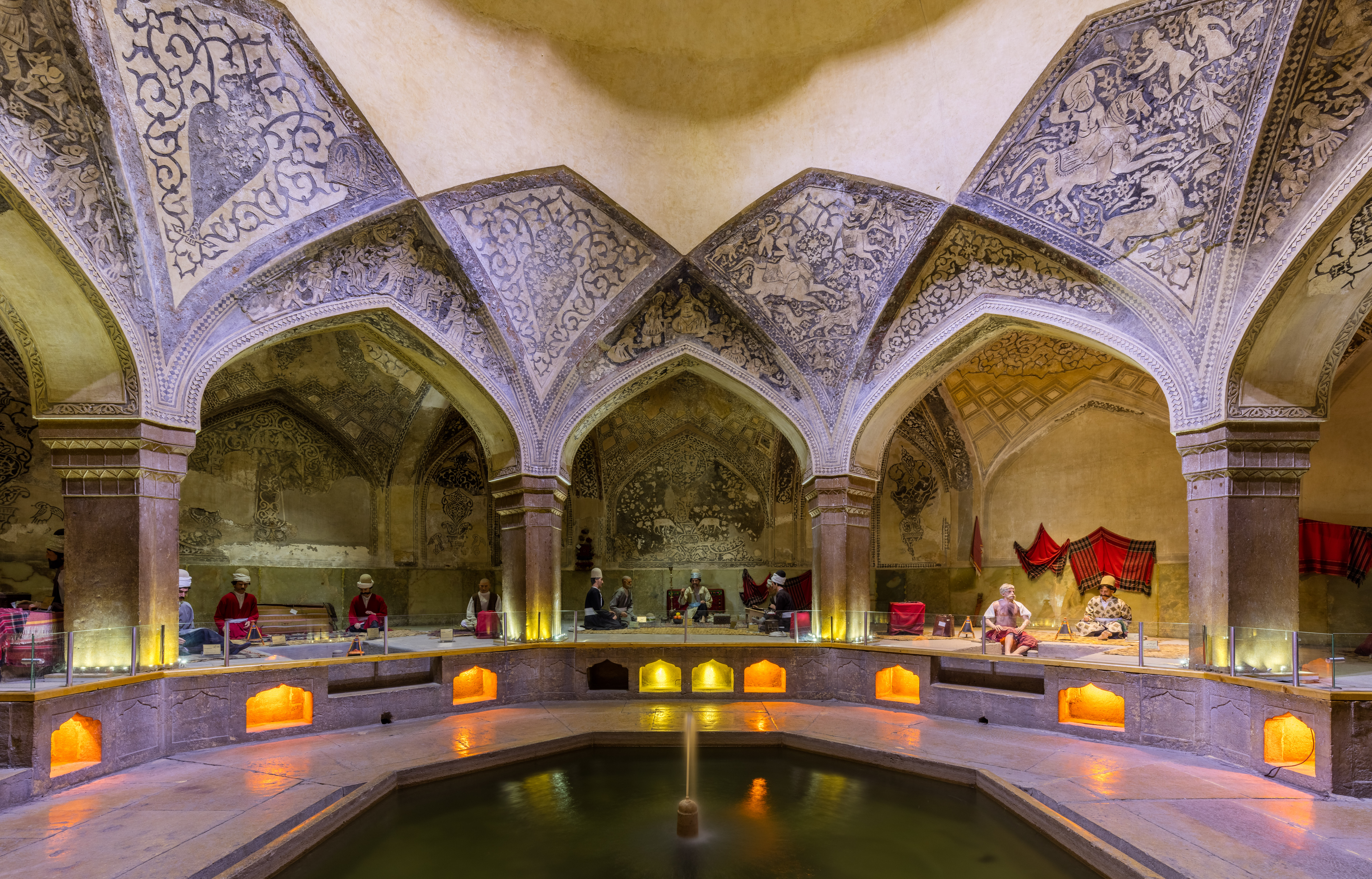
نمایی از حمام وکیل شیراز
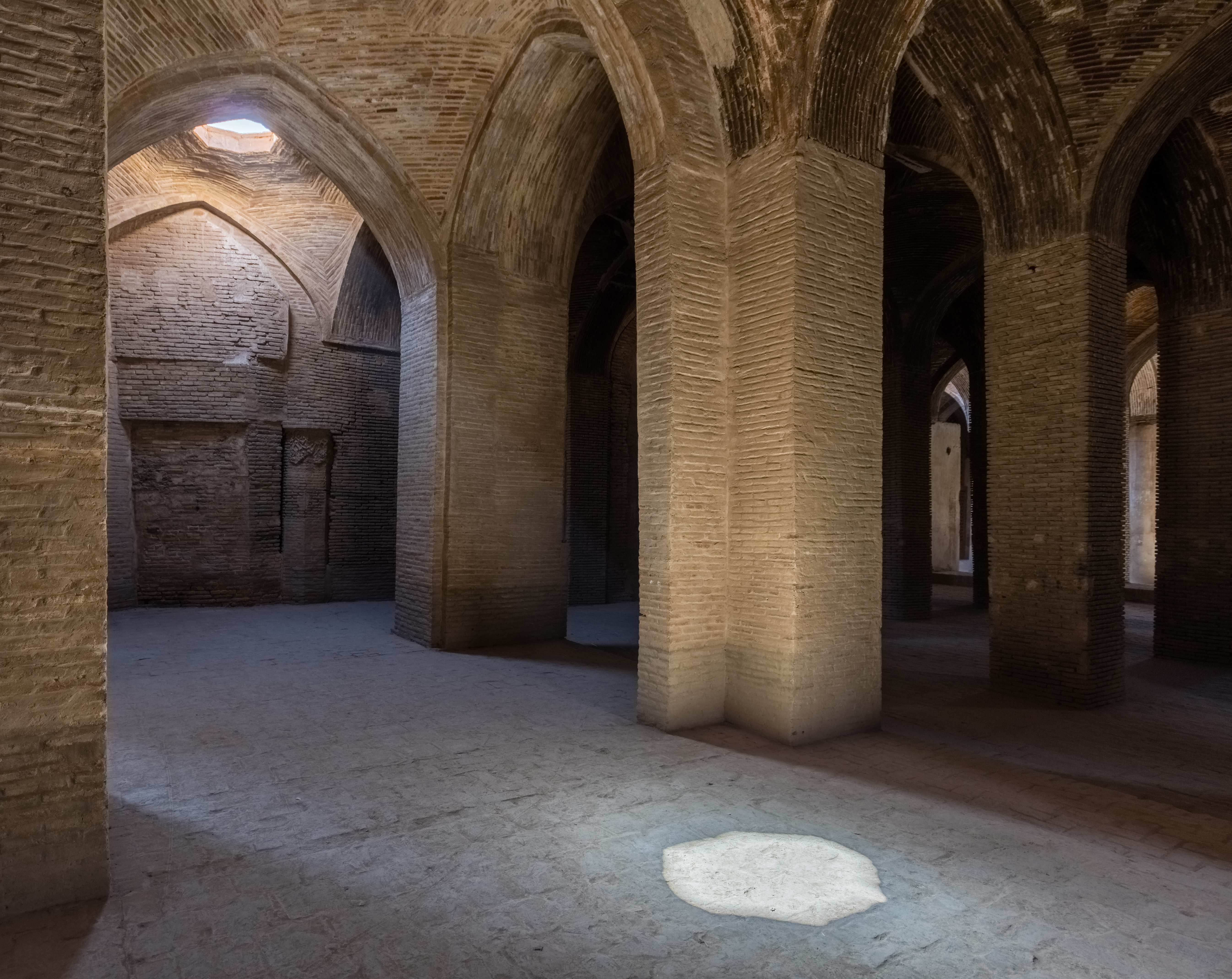
نمایی از شبستان مسجد جامع اصفهان
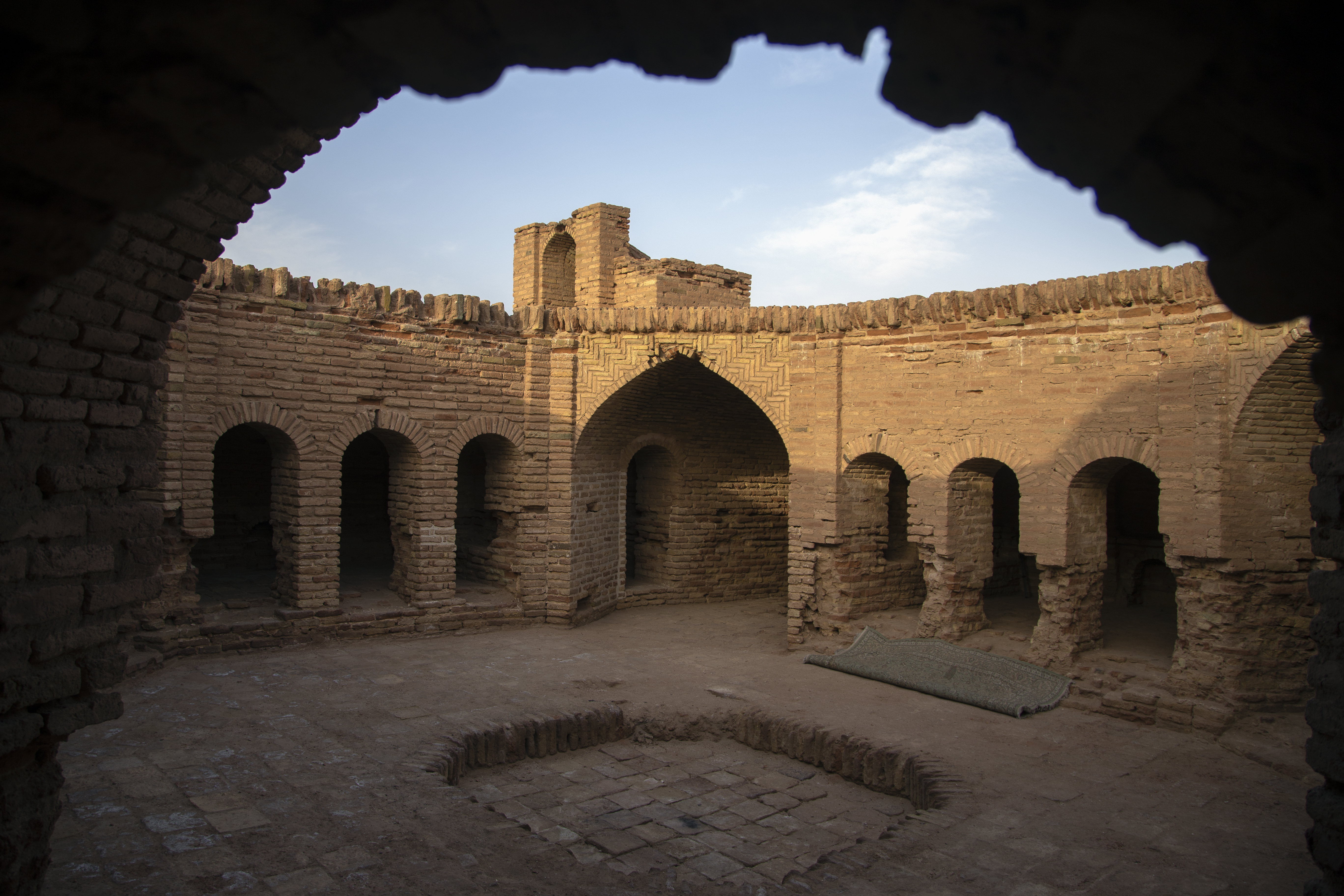
بخش حرمسرا، کاروانسرای دیر گچین، معماری دوره ساسانی
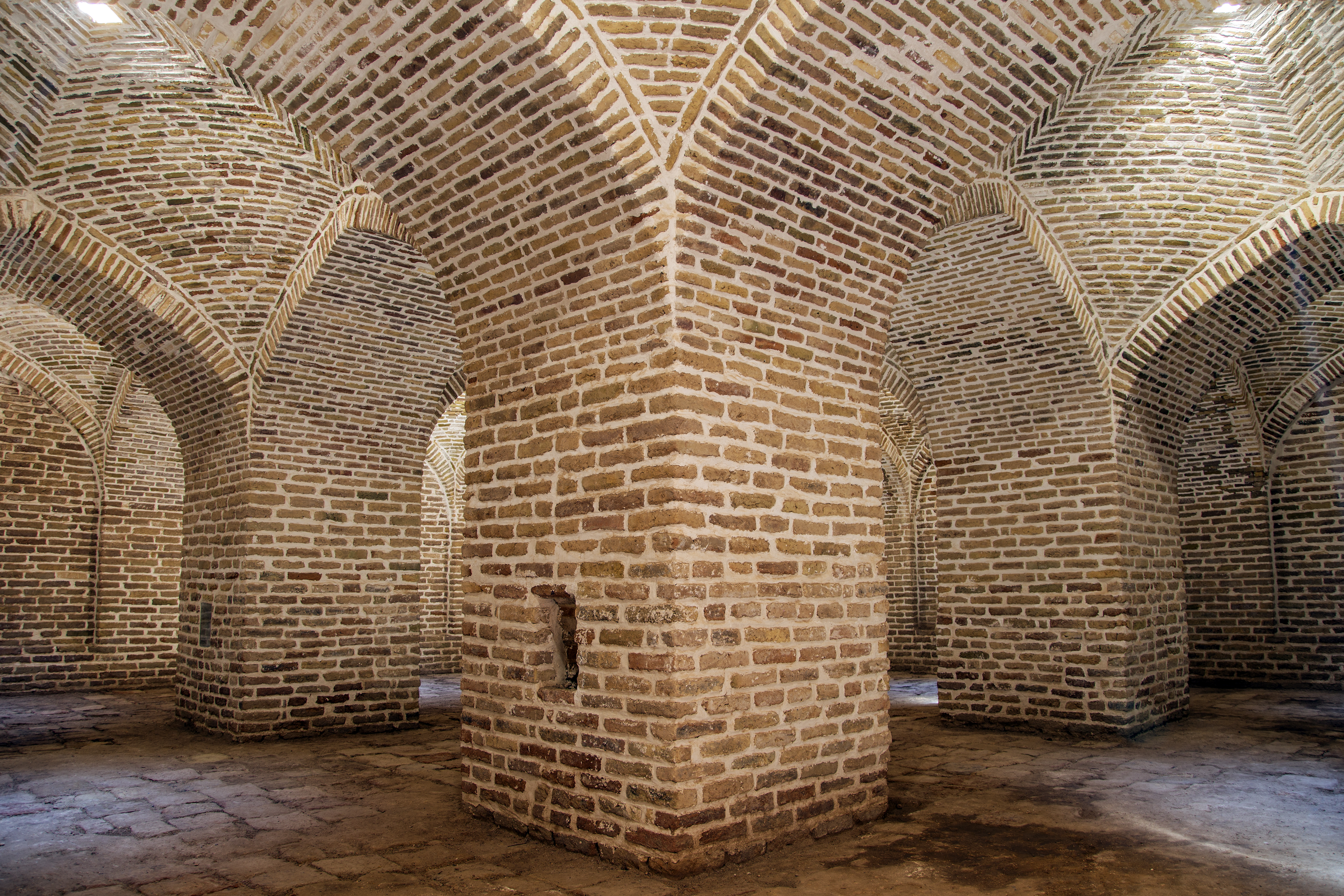
معماری مسجد کاروانسرای دیر گچین، این مسجد در دوران قبل از اسلام چهار طاقی بوده‌است.
خانه بروجردی‌ها، کاشان
حمام سلطان امیر احمد، کاشان

## پرهیز از بیهودگی
اگر در کشورهای دیگر، هنرهای وابسته به معماری مانند نگارگری (نقاشی) و سنگتراشی، پیرایه (آذین) به‌شمار می‌آمده، در کشور ایران هرگز این‌گونه نبوده‌است. گره‌سازی با گچ و کاشی و خشت و آجر و به گفته خود معماران، آمود و اندود، بیشتر بخشی از کار بنیادی ساختمان است. اگر نیاز باشد در زیر پوشش آسمانه (سقف) پنام (عایق) ی در برابر گرما و سرما ساخته شود یا افراز بنا که ناگزیر پرپیمانه است و نمی‌تواند به دلخواه معمار کوتاهتر شود، تنها با افزودن کاربندی می‌توان آن را کوتاهتر و باندام و مردم‌وار کرد. اگر ارسی و روزن با چوب یا گچ و شیشه‌های خرد و رنگین گره‌سازی می‌شود برای این است که در پیش آفتاب تند و گاهی سوزان، پناهی باشد تا چشم را نیازارد و اگر گنبدی از تیزه (معماری ایرانی) تا پاکار با کاشی پوشیده می‌شود تنها برای زیبایی نیست. وانگهی باید واژه زیبا را به معنای زیبنده بودن و تناسب داشتن که ریشه در معنای هستیانه هنر دارد گرفت و نه قشنگی و جمال کور و برخاسته از احساسات شرطی شده.

## واژگان
- آسمانه: سقف
- آشکوب: طبقه. به سقف هم گفته می‌شود. آشکُب و آشکو هم خوانده می‌شود
- آمود: آنچه به تن سازه و نه جان سازه افزوده می‌شود. کارکرد آن در نمای سازه است.
- آوان: ایوان
- آوگون: خمیدگی درون‌سوی پای تاق یا گنبد. این سبک را در چَفد سروک می‌توان دید
- تاق آهنگ: گونه‌ای تاق که به شکل گهواره بر روی دو دیوار موازی ساخته می‌شود. نام دیگر آن تاق گهواره است.
- اَزج یا اَزغ: عربی شده واژه سَغ. آشکوب (سقف) خمیده در برابر آشکوب تخت.
- اُستوان: ستون با مقطع گرد
- اِسپر: تکیه‌گاهی ست که در تاق‌های به روش آجرچینی ضربی برای لنگر رج اول به کار می‌رود. نیز به هر دیوار غیرباربر گفته می‌شود. نگ تیغه
- اَفزیر: استخوان بندی بنا یا اسکلت ساختمان
- اوزیر: همان افزیر است.
- ایوارگاه: بخشی از تاق در زاویه °۶۷٫۵ درجه که نقطه اوج فشارهای درون‌سو است و در اثر آن فشارها چَفدهای ناپیمون به درون می‌چاکند.
- بام: بالاترین بخش بیرونی سازه. سطح زیرین بام آشکوب یا سقف است.
- بَروار: راهروهای دو سوی یک دهانه بزرگ مانند راهروهای دوسوی یک شبستان یا ایوان یا شاه‌نشین
- بَستو: تاق یا گنبدی مازه‌دار که خیز چَفد آن بسیار زیاد باشد. به آن چفد مازه‌دار تیز هم می‌گویند (بیضی ایستاده تیز)
- بیز: تاق یا گنبدی مازه‌ای که خیز چَفد آن کمتر از بَستو ولی همچنان زیاد است. به آن «هلوچین تند» هم می‌گویند
- بَهر: یکای اندازه‌گیری طول برابر با ۳٫۳ سانتیمتر است. هر دو بَهر یک گِرِه می‌شود
- بِشکَم: پیش‌آمدگی در نمای ساختمان مانند بالکن و ایوان. بَشکَم نیز گفته می‌شود
- بُلُندین: نعل درگاه که در زیر آن قرار می‌گیرد. سَفت نیز گفته می‌شود. بُلُند= واداشته
- بَندروغ: تخته‌های آب‌بند که جلوی آب را سد می‌کنند
- پیل‌پا: ستونی که بار آسمانه یا سقف روی آن است.
- پاراسته: پست‌ترین بخش تاق یا گنبد که از روی دیوار -پاکار- تا نقطه‌ای از تاق را که هنوز چفد (قوس) آغاز نشده دربرمی‌گیرد
- پَرگِره: سبکی در اجرای پوشش بیرونی گنبد به شکل طوقه چینی که در بالاترین بخش بیرونی گنبد انجام می‌شود
- پَرگَر: همان پَرگره
- پالگانه: در مشبک کوچکی که از آن برای پاییدن بیرون مانند پنجره بهره می‌برند. تفاوتش با پنجره در این است که آهنین است و پنجره چوبی. بالکانه نیز خوانده می‌شود
- پَنام: عایق در سازه مانند جِرز یا کُناله و هر ساخت دیگری که سازه را هرچه بهتر در برابر تغییر دما نگه دارد.
- پالانه: تاقی که به روش چند لایه اجرا شده‌است. لایه‌هایی سبک و تیغه‌ای که روی هم می‌نشینند. تاق جهازه هم خوانده می‌شود
- پاتوپا: روشی در آجرچینی تاق یا دیوار، نیز نام یک جور چَفد است.
- پادیاب: نگ پادیاو
- پادیاو: گودالی که برای باغچه کنده می‌شده و از خاک آن برای ساختمایه (مصالح) سازه بهره برده می‌شده‌است. گاه از این گودال برای ساخت وضوخانه و حوضخانه بهره برده می‌شده‌است.
- پانیذ: نوعی تاق با چفد بسیار کم خیز و خفته که در دهانه‌هایی که جرز دیوارهای پاکار ستبری بیشتری داشته مانند اشکوب‌های کم پهنا و همچنین تاق‌هایی که بار به نسبت کمتری را متحمل می‌شدند ساخته می‌شده‌است.
- پَروَر کردن: اصطلاحی برای جای گرفتن آجر در تاق ضربی
- پَردی: چوب‌های باریک و کوتاهی که روی دو تیر اصلی سقف‌های نهاده می‌شوند تا رویشان را بوریا انداخته و سپس از خاک و گل پر کنند
- پرواز: همان پَردی
- پادیر: نگ پالار
- پالار: ستون بزرگ و اصلی سازه که بیشترین بار بر روی آن است.
- تاژ: نوعی تاق که چهار بخشی است.
- تیغه: دیواری بسیار نازک که ناباربر است و برای جدا کردن فضاها ساخته می‌شود. معمولاً با باریک‌ترین بخش آجر یا خشت (قسمت نَر) برای ساخت آن بهره گرفته می‌شود
- توفال: تخته بسیار نازک و سبک که به زیر سقف کوبند و سپس روی آن را گل یا گچ می‌اندایند. کاری که اکنون با راویس انجام می‌شود
- تاوه: نوعی تاق با چفد بسیار کم خیز
- تیرگُم: نوعی سقف تخت تیردار که تیرهای آن را با روشی از نگاه پنهان می‌کنند. این تاق استواری کمتری دارد
- جهازه: در «جهازه چاغ کردن» پوشش چند لایه آجری بر روی تاق را گویند که به روش چپیله‌ای آجرچینی می‌شود و چون بسیار نازک و کم خیز است برای همین روی چهارچوب‌های چوبی بنا می‌شود. از آنجا که در روش چپیله‌ای آسمانه نازک می‌شود از این رو این تاق‌ها را به روش لاپوش که چند لایه آجر روی هم هم است می‌سازند. این تاق پالانه هم خوانده می‌شود
- جِناغی: تاقی که چفد آن تیزه دار باشد. نام دیگری برای تاق‌های تیزه دار در برابر تاق‌های مازه دار
- چارسوق: بخشی از بازار که دو راسته همدیگر را بریده و چهار راهی را پدیدآورند
- چَپری: نعل درگاهی که به شکل سه گوش باشد
- چَمانه: گونه‌ای چَفد جناغی یا تیزه‌دار است که دارای خیز بلندی ست و توان باربری بالایی دارد.
- چَفد: در معماری ایرانی به هر نوع خمیدگی و قوس در سازه گفته می‌شود.
- چَپیله: نوعی روش آجرچینی در اجرای تاق است. بافتی که از این روش به دست می‌آید معمولاً نازکترین است. از این رو تاق‌های با این روش آجرچینی همانند تاق پالانه یا جهازه ناباربر بوده و کارکردهای آمودی یا بر روی چارچوب‌های چوبی داشته‌اند.
- چَمله: نوعی چفد در تاق که کارایی باربری نداشته و بیشتر در نعل درگاه‌ها از آن‌ها بهره گرفته می‌شود. این چفد بسیار نزدیک به نیم دایره است.
- خاگی: پوشش بیضوی شکل تاق یا گنبد. تاق‌ها معمولاً بیضی هستند خواه به صورت شلجمی یا بیضی ایستاده یا به صورت معروف به بیضوی که بیضی خوابیده‌است یا حالتی نزدیک به دایره. از آنجا که ساختار دایره کمترین نیارش و پایداری را در سازه داشته در گذشته هیچ تاقی به صورت دایره کامل ساخته نمی‌شده‌است.
- خاگار: ابزاری برای کشیدن بیضی. این ابزار در معماری ایرانی بیشتر نخ چنبر و دو میخ بوده‌است. در معماری کاربرد خاگار به ویژه در رسم چفدها برای تاق‌ها و گنبدها فراوان بوده‌است. در پیمون به دلایل آزمون و خطایی طولانی یا دلایل شهودی در طول تاریخ معماران به این نتیجه رسیده بودند که بیضی ساختار پایدار تری را در رسم چفد برای تاق و گنبد ایجاد می‌کند. برای همین خاگار کاربرد به مراتب بیشتری از پرگار داشته‌است.
- خَرپشته: پوشش‌های شیب دار که امروز شیروانی گفته می‌شوند. به برجستگی بخشی از بام نیز گفته می‌شود
- خیمه پوش: نوعی پوشش تاق است که چارسویه است.
- خوانچه پوش: نوعی تاق آمودی است که در میان تویزه‌های باربر ایجاد می‌شود که در سبک کردن سازه و ایجاد راه رفت‌وآمد از میان تویزه‌ها را برای نمونه در کمرپوش‌ها کارایی دارد.